# Bertrada la Vieja

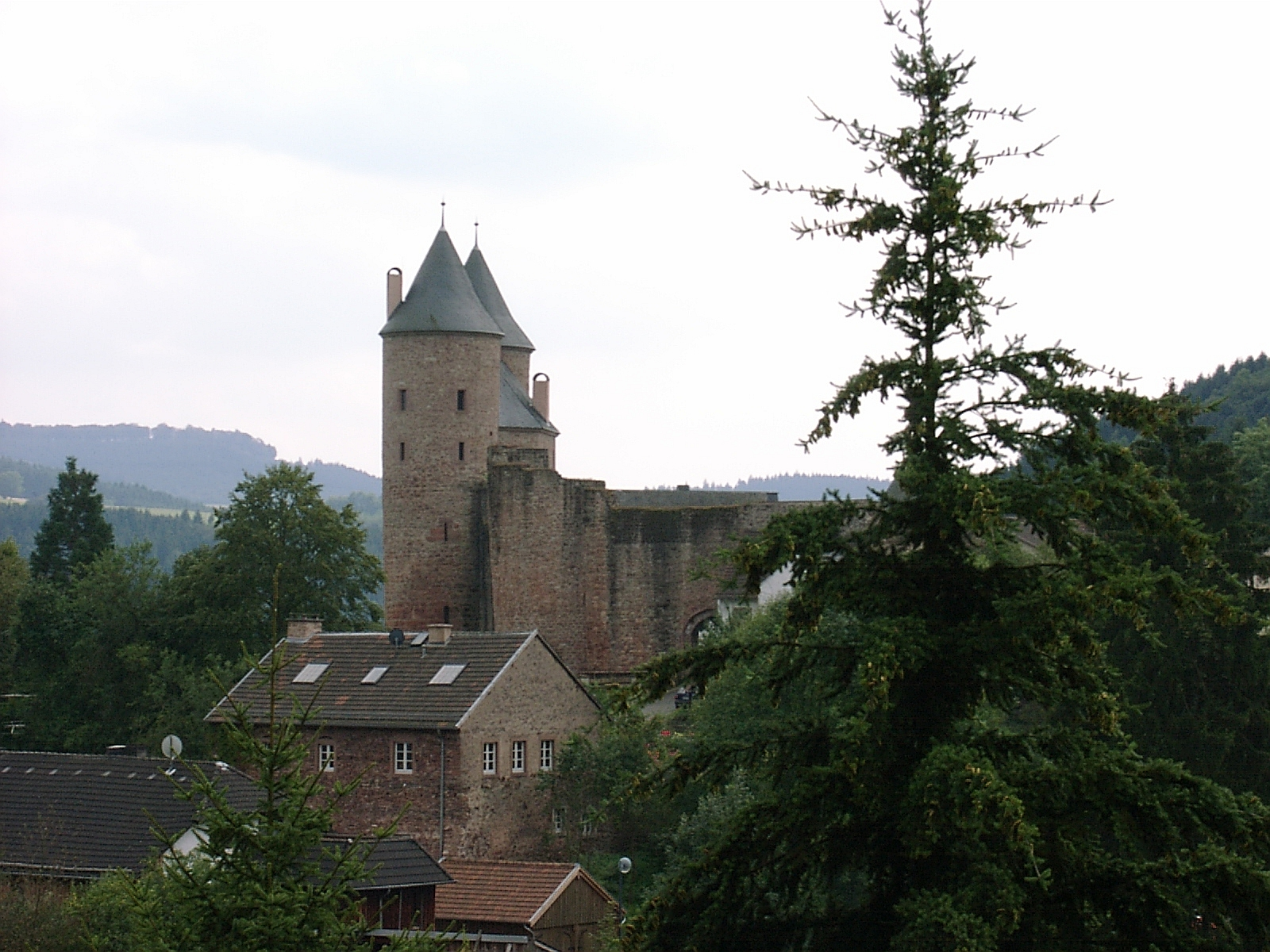
El castillo de Berta de Prüm en Mürlenbach

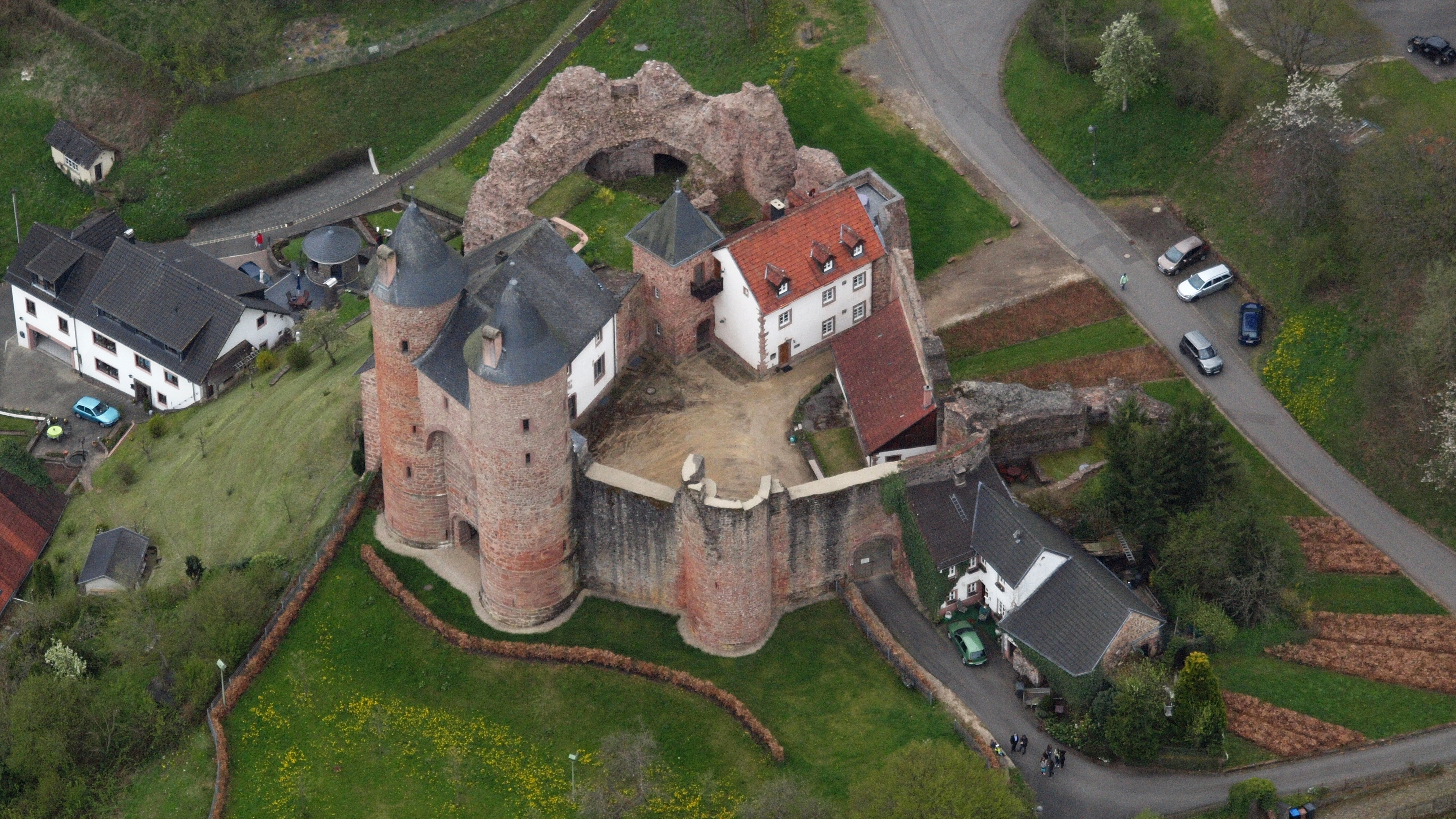
Bertradaburg, fotografía aérea (2015)

Bertrada la Vieja (660-después de 721) era la hija del Conde palatino Hugobert de la familia de los Hugobértidas y de Irmina de Oeren. Se discute también que pudiera ser hija de Teodorico III y de su segunda esposa Amalberga o de su tercera esposa, Clotilde Doda. Su marido es desconocido. Junto a su hijo Heribert de Laon, donaron en el año 721 la Abadía de Prüm a los monjes del Convento de Echternach.
Es una de las bisabuelas de Carlomagno.